# Bernard-Pierre Magnan

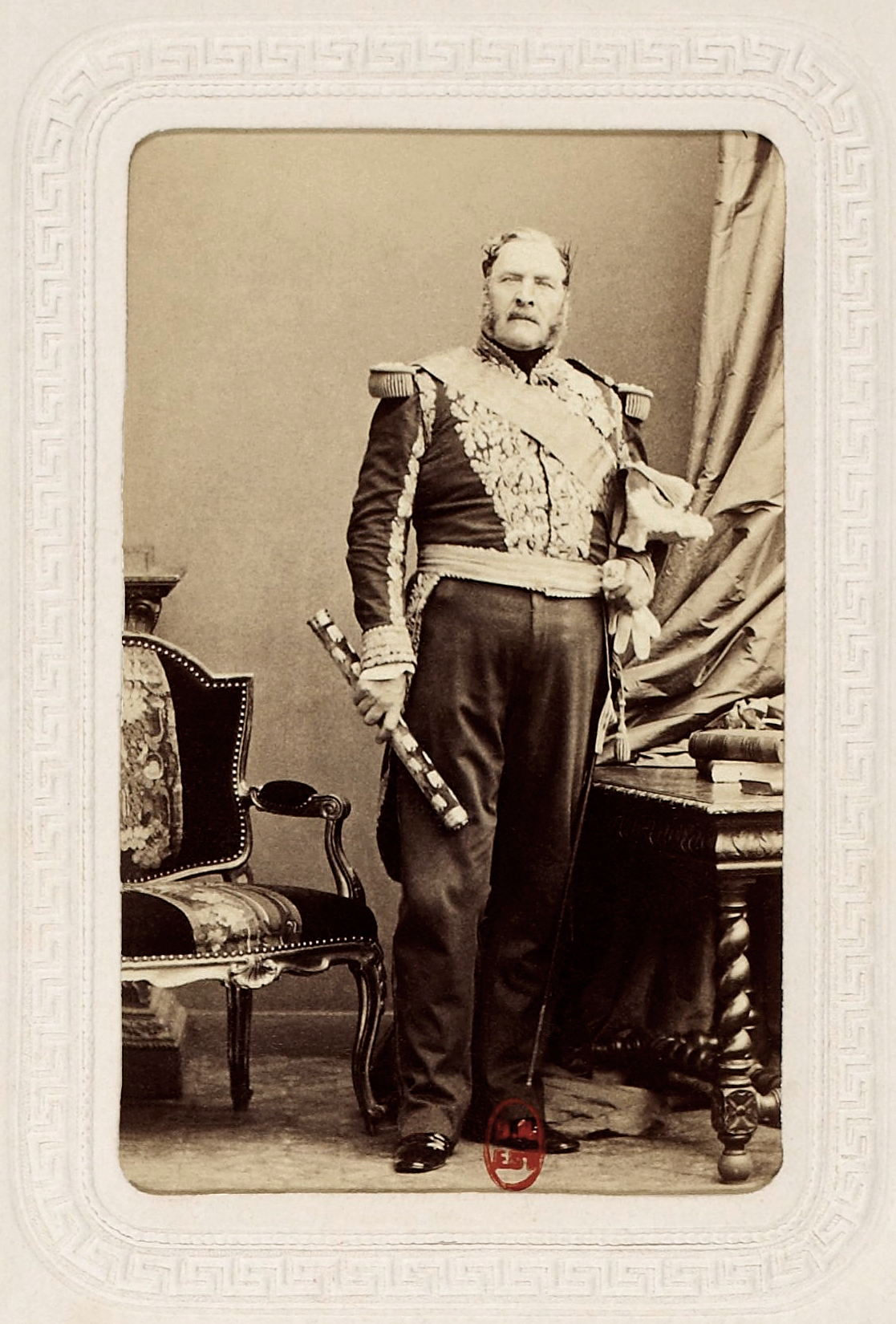
Bernard-Pierre Magnan

Bernard-Pierre Magnan (* 7. Dezember 1791 in Paris; † 29. Mai 1865 ebenda) war ein französischer General und Marschall von Frankreich. Ab 1810 nahm er an den Feldzügen der Armeen Napoleons teil, konnte nach dessen endgültigem Sturz 1815 seine Militärkarriere fortsetzen und wurde später ein enger Vertrauter Napoleons III.

## Biografie

### Frühe Jahre und Teilnahme an Feldzügen unter Napoleon Bonaparte
Bernard-Pierre Magnan, Sohn eines Lakaien der Prinzessin von Lamballe, arbeitete nach dem Studium der Rechte kurzzeitig als Schreiber eines Notars und trat dann im Dezember 1809 als Freiwilliger, zunächst in der Stellung eines einfachen Soldaten, in die französische Armee ein, und zwar in das 66. Infanterieregiment. Er nahm anfangs unter den Marschällen Ney und Masséna an den Feldzügen von 1810 und 1811 in Spanien und Portugal teil und war bei den Belagerungen von Ciudad Rodrigo (26. April  bis 10. Juli 1810) und Almeida (25. Juli bis 27. August 1810) sowie bei den Schlachten von Buçaco (27. September 1810), Fuentes de Oñoro (3.–5. Mai 1811) und Arapiles (22. Juli 1812) anwesend.
Magnan avancierte am 20. Juli 1811 zum Leutnant, am 8. Februar 1813 zum Oberleutnant und am 6. September 1813 zum Capitaine und war in diesen Graden ein Mitkämpfer bei den unter den Generälen Reille und Soult auch ferner in den Feldzügen von 1812 und 1813 in Spanien, namentlich in der Schlacht bei Vitoria (21. Juni 1813) und in den der englischen Armee bei den Entsetzungen von San Sebastián (7. Juli bis 8. September 1813) und Pamplona gelieferten Gefechten. In der Folge wurde er als Capitaine zur kaiserlichen Garde versetzt und machte als solcher den Feldzug 1814 in Frankreich und 1815 in Belgien mit. Hierbei focht er u. a. mit in den Schlachten von Château-Thierry (12. Februar 1814), Montereau (18. Februar 1814), Craonne (7. März 1814), wo er verwundet wurde, und Paris (30.–31. März 1814), war während der Rückkehr Ludwigs XVIII. nicht aktiv, schloss sich aber Napoleon während dessen erneuter Herrschaft der Hundert Tage wieder an und nahm an der mit Napoleons entscheidender Niederlage endenden Schlacht bei Waterloo (18. Juni 1815) teil.

### Militärlaufbahn nach der Restauration der Bourbonen und während der Julimonarchie
Nach der zweiten Restauration der Bourbonen wieder angestellt, wurde Magnan am 23. Oktober 1815 als stellvertretender Bataillonskommandeur im Hauptmannsrang dem neugeschaffenen 6. königlichen Garderegiment zugeteilt und am 8. August 1820 als Bataillonschef ins 34. Linienregiment versetzt. Am 20. November 1822 wurde er zum Oberstleutnant im 60. Infanterieregiment befördert und machte in dieser Stellung 1823 den Feldzug von Katalonien unter Marschall Moncey mit, wobei er mehrfach wegen seines guten Verhaltens, besonders in den Gefechten von Esplugas und Caldes, im Tagesbefehl öffentlich belobigt wurde. Am 21. September 1827 avancierte er zum Oberst des 49. Linienregiments, mit dem er 1830 am Feldzug in Algerien teilnahm. Auch hier zeichnete er sich durch seine militärischen Verdienste aus und erhielt für seine Führung in der Schlacht von Staoueli (19. Juni 1830) und während der 22 Tage währenden Gefechte bei Bona Belobungen im Tagesbefehl.
1831 sollte Magnan eine Insurrektion in Lyon unterdrücken, wurde aber, da er Gespräche mit den Arbeitern aufnahm, von der Staatsmacht energielosen Verhaltens beschuldigt und zur Disposition gestellt. Er diente nun von April 1832 bis Juni 1839 in Belgien als Teil einer dort stationierten französischen Armee, welche die Bewahrung der neugewonnenen belgischen Unabhängigkeit gewährleisten sollte. Zunächst erhielt er im Rang eines Generals das Kommando einer Brigade und später den Befehl über die Avantgarde der Armee von Flandern. Am 31. Dezember 1835 erhielt er den Rang eines französischen Maréchal de camp und 1839, als die Feindseligkeiten nahe bevorstehend schienen, im Lager von Beverlo den Oberbefehl über eine kombinierte Division.
Nach siebenjähriger Dienstzeit in Belgien kehrte Magnan 1839 nach Frankreich zurück, kommandierte anfangs eine Brigade des Observationskorps in den Pyrenäen und wurde dann Militärkommandant des Départements du Nord. Obwohl er 1840 dem Boulogner Attentat des Prinzen Louis Napoleon (dem späteren Kaiser Napoleon III.) nicht fern gestanden hatte, wusste er sich doch in der Pairskammer von jedem Verdacht zu reinigen. Er unterdrückte die Arbeiterunruhen in Lille und Roubaix, avancierte daraufhin am 20. Oktober 1845 zum Divisionsgeneral, wurde 1846 Generalinspektor in Algerien und erhielt 1847 das Kommando einer Militärdivision in Frankreich. Als die Februarrevolution 1848 ausbrach, stellte er sich Louis-Philippe I. zur Verfügung, um gegen die Aufständischen zu marschieren und begleitete später die Herzogin von Orléans in die Deputiertenkammer.

### Karriere während der Zweiten Republik und im Zweiten Kaiserreich
Magnan übernahm den Befehl über eine Division in Korsika und wurde anschließend von der Regierung der Zweiten Republik zum  Kommandeur der 3. Infanteriedivision der Alpenarmee ernannt. An der Spitze dieser Division rückte er nach siebentägigem Marsch am 3. Juli 1848 in Paris ein, bezog das Lager von St. Maur und bildete die Reserve der Pariser Armee. Doch die Ereignisse in Italien riefen ihn bald wieder an den Fuß der Alpen, wo er im Département Ain mit seiner Division Stellung bezog. Nach der Abreise des Marschalls Bugeaud nach Paris übernahm er interimistisch das Oberkommando über die Alpenarmee. Als am 15. Juni 1849 in Lyon eine Insurrektion ausbrach, schritt Magnan, da er sein Hauptquartier in Lyon selbst hatte, sofort energisch zur Unterdrückung dieses Volksaufstands. Freiwillig stellte er sich unter das Kommando des Generals Gemeau, obwohl dieser vom gleichen Tag das Patent zum Generalleutnant mit ihm hatte. Doch führte er seine Truppen selbst und erfolgreich in den Kampf gegen die Aufständischen. Sein Pferd wurde von zwei Schüssen getroffen und die Scheide seines Degens wurde durch eine Kugel mitten durchgerissen. Louis Napoleon, damals französischer Präsident, ernannte ihn am 23. Juni 1849 zum Großoffizier der Ehrenlegion und übertrug ihm am folgenden 14. Juli das Kommando der 4. Militärdivision (Straßburg). Zusätzlich befehligte er auch die in der 1. Unterdivision stationierten Truppen (Bas-Rhin).
Bei einer am 8. Juli 1849 abgehaltenen Teilwahl wurde Magnan, der von den konservativen Monarchisten des Comité de la rue de Poitiers als Kandidat aufgestellt worden war, als Repräsentant der Seine in die gesetzgebende Nationalversammlung gewählt. Dort schloss er sich den Rechten an und stimmte mit der den republikanischen Institutionen feindlich gesinnten Mehrheit.
Im Sommer 1851 wurde Magnan Oberkommandierender der Pariser Armee und war zu diesem Zeitpunkt schon völlig für die persönliche Politik des Staatspräsidenten Louis Napoleon gewonnen, der nach der absoluten Macht strebte. Er legte dann sein Mandat als Deputierter der Nationalversammlung nieder und François Jules Devinck folgte ihm in dieser Position am 30. November 1851 nach. Kurz darauf war Magnan einer der Hauptorganisatoren von Louis Napoleons Staatsstreich vom 2. Dezember 1851 und  er unterdrückte auch den dadurch hervorgerufenen Aufstand in Paris. Dafür erhielt er am 11. Dezember 1851 das Großkreuz der Ehrenlegion, wurde am 27. Januar 1852 zum Senator ernannt und war einer der fünf Generäle, die im plötzlichen Todesfalle des Präsidenten der Republik die Regierung bilden sollten.
Am 2. Dezember 1852 wurde Magnan vom neuerwählten Kaiser Napoleon III. zum Marschall von Frankreich, sodann 1854 zum Großjägermeister erhoben und erhielt im April 1855 den Vorsitz der Kommission, die auf kaiserlichen Befehl zur Verwaltung der der Armee vermachten Schenkungen eingesetzt wurde. Bei der Errichtung der Militärdivisionen erhielt er das Oberkommando des 1. Armeekorps zu Paris. Im Januar 1862 wurde er durch kaiserliches Dekret den französischen Freimaurern auf drei Jahre zum Großmeister oktroyiert, was unter den Mitgliedern des Grand Orient de France heftige Proteste hervorrief. Er starb am 29. Mai 1865 im Alter von 73 Jahren in Paris und hinterließ seinem Sohn hohe Schulden.